# KBS 뉴스 7 진주
《KBS 뉴스 7 진주》는 평일 저녁 7시 30분에 KBS진주 1TV로 방송되었던 한국방송공사의 뉴스 프로그램이다.

## 앵커
- 하승주 아나운서

## 경쟁 지역뉴스 프로그램
- 5 MBC 뉴스 경남 (MBC경남)
- KNN 뉴스투데이 (KNN TV)